# Lucjusz Memmiusz Pollio
Lucius Memmius Pollio – rzymski polityk z I w. n.e., consul suffectus 49 n.e.
Lucjusz Memmiusz Pollio był konsulem uzupełniającym (consul suffectus) w 49 n.e. razem z Kwintusem Allio Maksymusem. Zachęcony obietnicami Agrypiny, żony Klaudiusza, wystąpił z propozycją zaręczenia Oktawii, córki Klaudiusza, z Neronem, co zrównałoby jego prawa z Brytanikiem.